# Kjetil-Vidar Haraldstad
Pour les articles homonymes, voir Haraldstad.

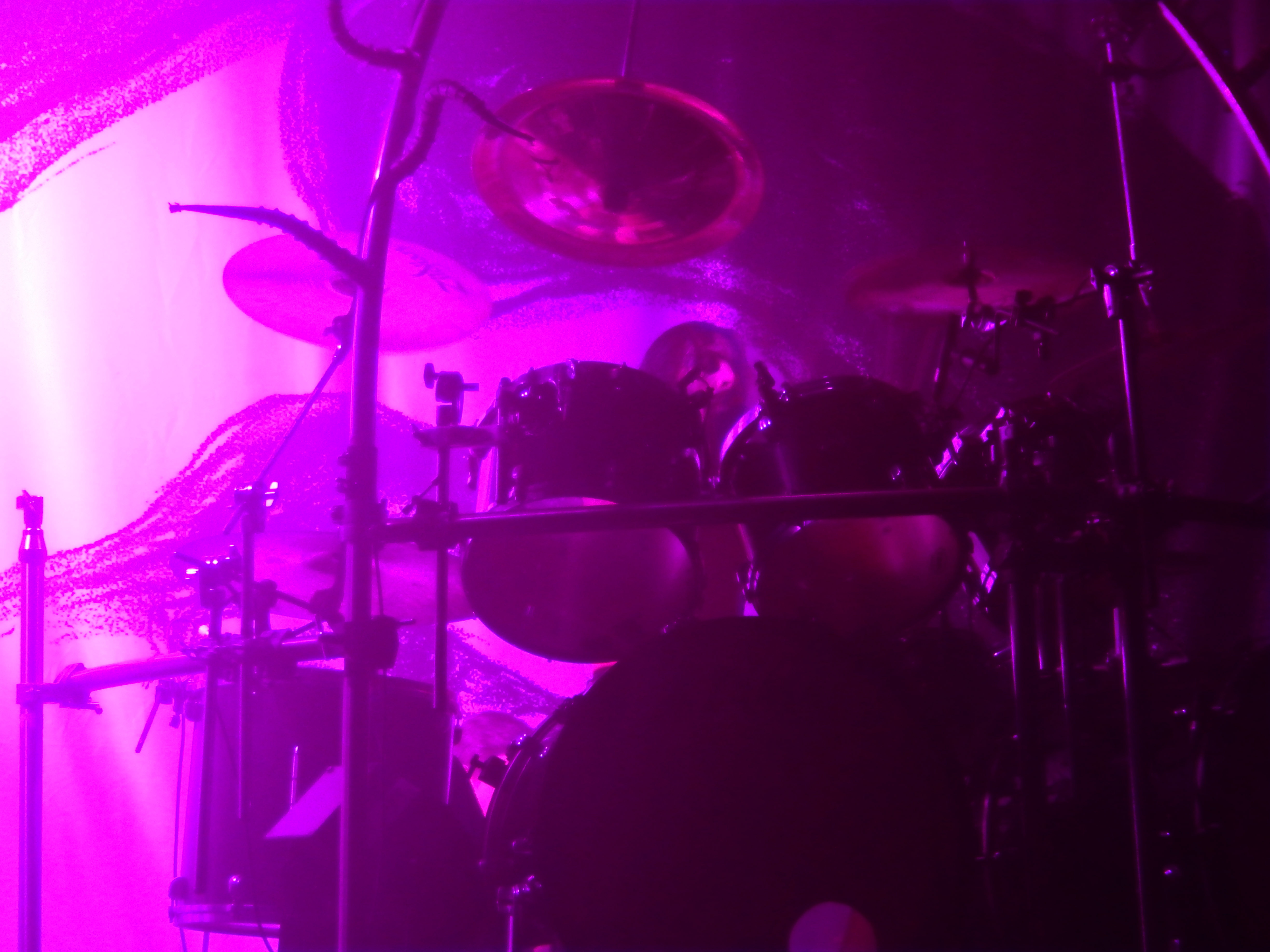
Frost (Satyricon) à Nantes en octobre 2017.

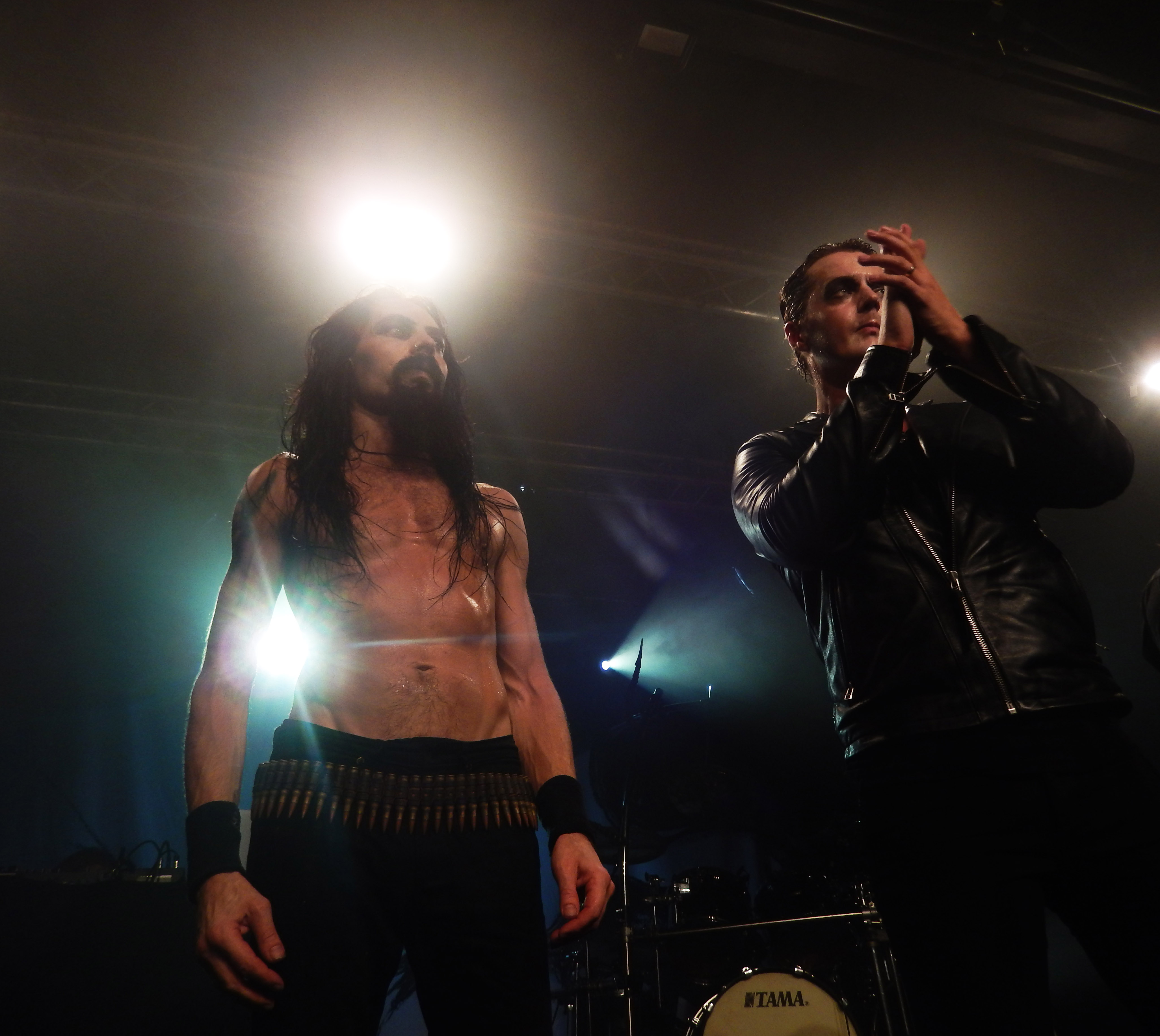
Frost (Satyricon) à Nantes (Rezé) en octobre 2017.

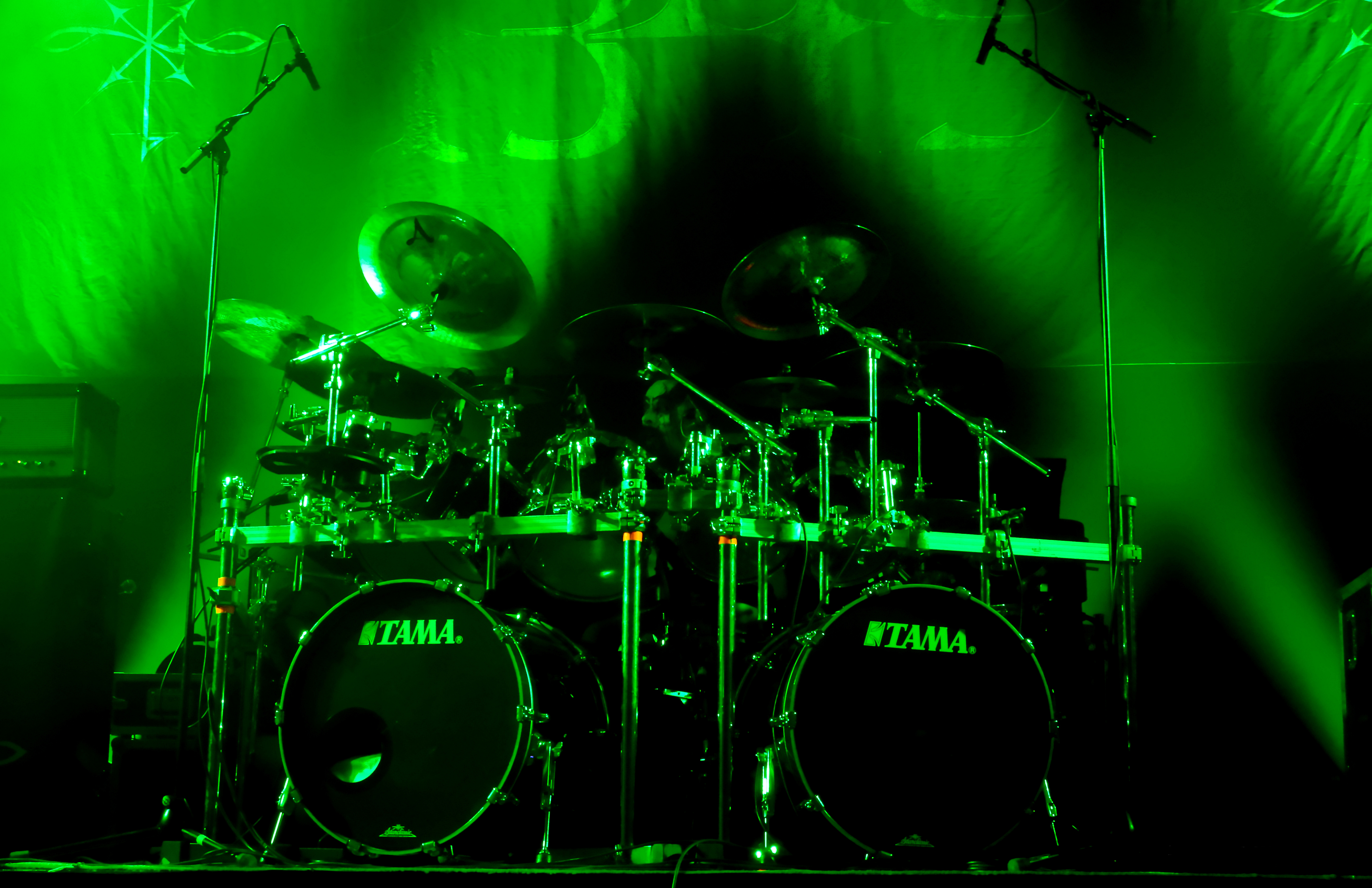
Frost (1349), janvier 2020 à Nantes

Frost, de son vrai nom Kjetil-Vidar Haraldstad, né le 28 juin 1973 à Øyer en Norvège, est un des batteurs de black metal les plus efficaces au monde.
Il fait partie des groupes Satyricon et 1349. Il a également joué en tant que musicien de session avec Gehenna, Gorgoroth, Keep of Kalessin et Ov Hell.

## Discographie

### Satyricon
- 1993 - Dark Medieval Times
- 1994 - The Shadowthrone
- 1997 - Nemesis Divina
- 1999 - Rebel Extravaganza
- 2002 - Volcano
- 2006 - Now, Diabolical
- 2008 - The Age of Nero
- 2013 - Satyricon
- 2015 - Live at the Opera (DVD)
- 2017 - Deep Calleth upon Deed

### 1349
- 2001 - 1349 (EP - membre studio)
- 2003 - Liberation
- 2004 - Beyond the Apocalypse
- 2005 - Hellfire
- 2009 - Revelations Of The Black Flame
- 2010 - Demonoir
- 2011 - Hellvetia Fire (DVD)
- 2014 - Massive Cauldron Of Chaos
- 2019 - Dødskamp
- 2019 - The Infernal Pathway

### Furze
- 2007 - UTD (membre studio)

### Keep Of Kalessin
- 2003 - Reclaim (EP)

### Gehenna
- 2005 - WW (membre studio)

### Gorgoroth
- 1996 - Antichrist
- 1998 - Destroyer (membre studio - track 3)
- 2006 - Ad Majorem Sathanas Gloriam (membre studio)

### Ov Hell
- 2010 - The Underworld Regime (membre studio)

### Zyklon-B
- 1995 - Blood Must Be Sheed (EP)